# 伯玉公祠
伯玉公祠，位于中国广西壮族自治区浦北县小江镇平马村委长安村，为一个省级文物保护单位，类型为古建筑，为第六批广西壮族自治区文物保护单位，公布时间为2009年5月4日。
伯玉公祠的历史年代为清。